# Kambodschanisch-Vietnamesischer Krieg
Als Vietnamesisch-Kambodschanischer Krieg bzw. Kambodschanisch-Vietnamesischer Krieg wird die Offensive vietnamesischer Truppen zur Beendigung des Terror-Regimes der Roten Khmer 1978/79 und die nachfolgende vietnamesische Besatzung und der Guerillakrieg in Kambodscha bis 1989 bezeichnet.
Nach der Gründung der pro-vietnamesischen Volksrepublik Kampuchea 1979 herrschte zudem ein Bürgerkrieg zwischen dieser und der Koalitionsregierung des Demokratischen Kampuchea, bestehend aus der Partei des Demokratischen Kampuchea (Rote Khmer), der Nationalen Befreiungsfront des Khmer-Volkes (KPNLF) sowie FUNCINPEC, und deren jeweiligen militärischen Flügeln.
Die Nationalarmee des Demokratischen Kampuchea der Roten Khmer setzte auch nach dem Abzug der vietnamesischen Truppen ihren Guerillakampf gegen den Staat Kambodscha bzw. das 1993 wiedererrichtete Königreich Kambodscha bis Ende der 1990er-Jahre fort.

## Ursachen und Anlass
Seit 1977 war das „Demokratische Kampuchea“ der Roten Khmer unter Pol Pot in Grenzstreitigkeiten mit Vietnam verwickelt. Das Regime um Pol Pot ließ zudem auch ethnische Vietnamesen verfolgen und drohte in seiner Propaganda mit einer bevorstehenden Invasion Vietnams. Nach der Hinrichtung zehntausender Roter-Khmer-Kämpfer im Osten des Landes flohen pro-vietnamesische Kommandeure der östlichen Zone wie Heng Samrin und Chea Sim nach Vietnam. Im kambodschanisch-vietnamesischen Grenzgebiet gründeten sie am 2. Dezember 1978 die Nationale Einheitsfront für die Rettung Kampucheas und baten die vietnamesische Armee um ein Eingreifen.

## Verlauf

Indochina 1979: Vietnamesische Offensiven in Kambodscha und Rückzugsgebiete der Roten Khmer

Bereits am 11. Dezember 1978 begannen erste Kampfhandlungen. Der offizielle Beginn der Offensive vietnamesischer Truppen zur Beendigung des Terror-Regimes der Roten Khmer war der 25. Dezember 1978. Bei der Invasion waren 13 vietnamesische Divisionen mit insgesamt etwa 150.000 Soldaten im Einsatz. Obwohl die Roten Khmer von der Volksrepublik China finanziell und materiell aufgerüstet worden waren, waren sie den Vietnamesen im direkten Kampf so unterlegen, dass die vietnamesische Armee nach zwei Wochen bereits die Hälfte Kampucheas eingenommen hatte. Bereits am 7. Januar 1979 eroberten die Vietnamesen das weitgehend menschenleere Phnom Penh. Die restlichen Einheiten der Roten Khmer zogen sich nach Nordwestkambodscha zurück und begannen einen neuen Guerillakrieg. Unter der von Heng Samrin geleiteten „Nationalen Einheitsfront für die Rettung Kampucheas“ wurde am 10. Januar 1979 die Volksrepublik Kampuchea ausgerufen.
Am Tag darauf debattierte der UN-Sicherheitsrat in einer Sondersitzung über die Lage in Kambodscha. Als Vertreter des „Demokratischen Kampuchea“ der Roten Khmer, die immer noch über den Sitz bei den Vereinten Nationen verfügten, sprach Prinz Norodom Sihanouk. Dieser erhob schwere Vorwürfe gegen Vietnam und beklagte einen „Rommel‐style Blitzkrieg“ gegen sein Land, den er in eine Reihe vietnamesischer Aggressionen gegen Kambodscha seit dem 15. Jahrhundert stellte. Er forderte den kompletten Rückzug der vietnamesischen Truppen. Die „Nationale Einheitsfront“ und ihre Regierung seien nur vietnamesische Marionetten.
Die Volksrepublik China sah durch die Schritte Vietnams ihre regionalen Machtinteressen gefährdet, da sie eine an die Sowjetunion gebundene Indochina-Föderation unter der Vorherrschaft Vietnams befürchtete. Im kurzen Chinesisch-Vietnamesischen Krieg besetzte die chinesische Volksbefreiungsarmee zwischen dem 17. Februar und dem 16. März 1979 einige vietnamesische Städte an der chinesischen Grenze, um Vietnam (erfolglos) zum Abzug seiner Streitkräfte aus Kambodscha zu bewegen. Einen Tag nach der chinesischen Invasion schlossen die Regierungen von Vietnam und der Volksrepublik Kampuchea (VRK) am 18. Februar 1979 einen Kooperations- und Freundschaftsvertrag. Das Land war weitgehend abhängig von Vietnam. Auch musste Samrin der Besatzungsmacht die Stationierung von Truppen gewähren.
Die Volksrepublik Kampuchea wurde nur von einigen Staaten aus dem Ostblock und der Dritten Welt anerkannt, während die damaligen ASEAN-Staaten, China sowie die westlichen Staaten unter Führung der USA sie als illegitimes, von Vietnam installiertes Marionettenregime ansahen. Sie sorgten dafür, dass das „Demokratische Kampuchea“ – also die Exilregierung der Roten Khmer – den Sitz des Landes bei den Vereinten Nationen behielt. Die antikommunistische Militärregierung in Thailand, das traditionell mit Vietnam um die Vorherrschaft in Indochina rivalisierte, unterstützte – trotz aller ideologischen Gegensätze – die Roten Khmer, da sie diese als wichtigste Gegenspieler der vietnamesischen Besatzungsmacht ansah. Die thailändische Regierung bot den Führern der Roten Khmer freies Geleit über thailändisches Territorium, gewährte ihnen die Nutzung von Basen auf seinem Staatsgebiet und ermöglichte Waffenlieferungen von China an die Roten Khmer.

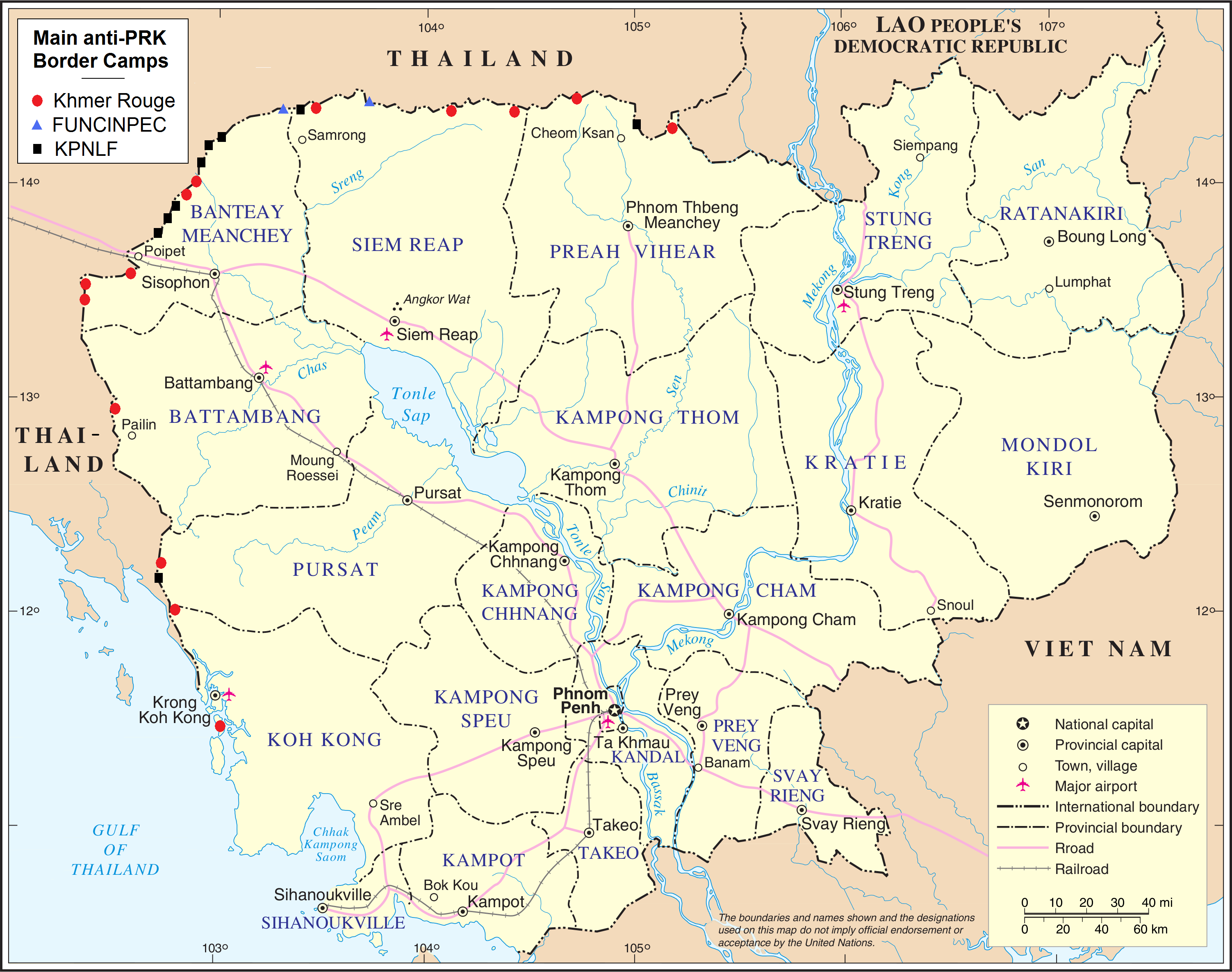
Lager der Roten Khmer (rot), KPNLF (schwarz) und FUNCINPEC (blau) entlang der kambodschanisch-thailändischen Grenze (1980er-Jahre)

Es folgte ein Jahrzehnt des Guerillakriegs, bei dem neben den Roten Khmer unter Khieu Samphan auch andere Gruppen gegen die vietnamesische Besatzungsmacht und die Truppen der Volksrepublik Kampuchea kämpften. Der frühere Premierminister Son Sann gründete die antikommunistische Nationale Befreiungsfront des Khmer-Volkes (engl. Khmer People’s National Liberation Front, KPNLF), die sich zunächst sowohl gegen die Roten Khmer als auch gegen die „nordvietnamesische Aggression“ richtete. Ihr militärischer Arm war die Khmer People’s National Liberation Armed Forces (KPNLAF) unter den Generälen Dien Del und Sak Sutsakhan, zwei früheren Kommandeuren von Lon Nols Khmer-Republik. Sie hatte ihre Basen in den Kardamom-Bergen im Westen des Landes. Anhänger des Prinzen Sihanouk bildeten im August 1979 an der kambodschanisch-thailändischen Grenze die MOULINAKA (Mouvement pour la libération nationale du Kampuchéa, „Bewegung für die nationale Befreiung von Kampuchea“). Sihanouk selbst gründete 1981 im Exil in Pjöngjang eine eigene Organisation, die FUNCINPEC (frz. für Front Uni National pour un Cambodge Indépendant, Neutre, Pacifique, et Coopératif), mit dem militärischen Arm Armée nationale sihanoukienne (ANS).
Diese nichtkommunistischen Widerstandsgruppen spielten jedoch im Vergleich zur Nationalarmee des Demokratischen Kampuchea, der Guerilla der Roten Khmer unter dem Kommando von Son Sen, nur eine untergeordnete Rolle. Obwohl KPNLF und FUNCINPEC aus Personen und Gruppen bestanden, die die Roten Khmer nach 1975 noch bekämpft hatten, bildeten sie 1982 – auf Drängen Thailands – zusammen mit der „Partei des Demokratischen Kampuchea“ der Roten Khmer die Koalitionsregierung des Demokratischen Kampuchea im Exil. Diese wurde international als legitime Vertretung Kambodschas anerkannt und besetzte den Sitz Kambodschas in der UNO. Die Widerstandsgruppen kontrollierten kleinere Gebiete im Westen des Landes, an der Grenze zu Thailand. Sie finanzierten sich unter anderem aus dem Handel mit Bauholz und Edelsteinen (Rubinen und Saphiren aus der Umgebung von Pailin), die nach Thailand verkauft wurden.

## Ende

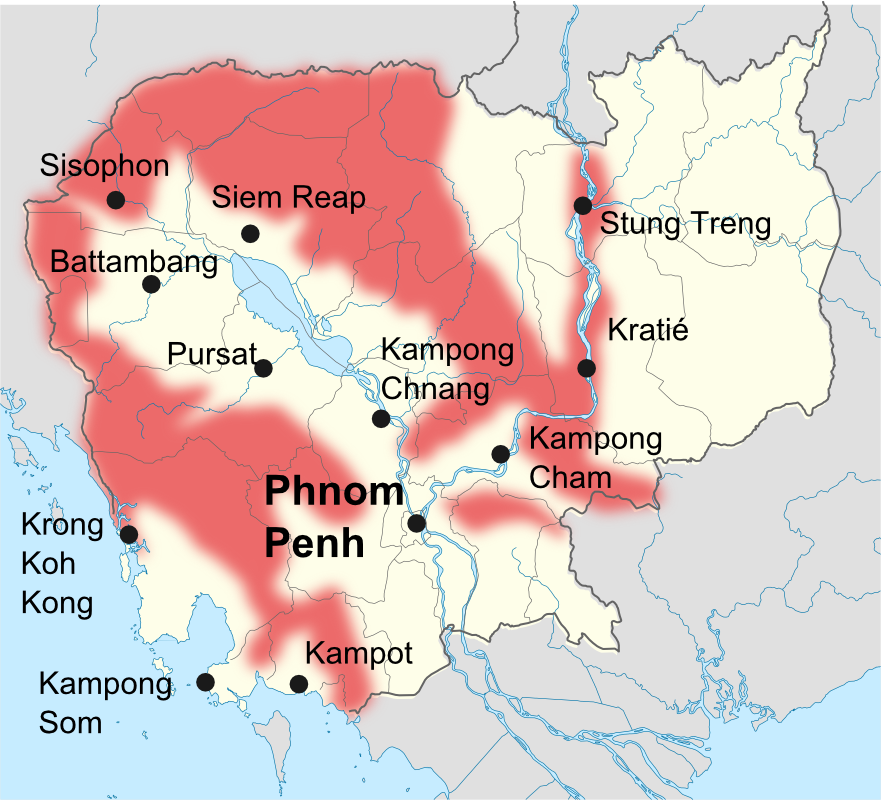
Operationsgebiete der Nationalarmee des Demokratischen Kampuchea (Roten Khmer) 1989/1990

Hun Sen, der Heng Samrin 1985 an der Spitze der Volksrepublik Kampuchea abgelöst hatte, trat 1988 mit Prinz Sihanouk in Verhandlungen zur Bildung einer neuen gemeinsamen Regierung ein. Internationaler Druck, aber auch die wirtschaftliche Schwäche der Sowjetunion, die sich auch auf Vietnam auswirkte, bewog die Vietnamesen, auf der Pariser Konferenz von 1989 dem Abzug ihrer Besatzungstruppen bis Ende des Jahres zuzustimmen. Die Volksrepublik Kampuchea benannte sich im Mai 1989 in Staat Kambodscha um. Die letzten vietnamesischen Truppen verließen Kambodscha am 26. September 1989.
Danach folgte unter Mitwirkung der Vereinten Nationen ein Friedensabkommen, das Umfassende Friedensabkommen für Kambodscha, das am 23. Oktober 1991 in Paris von Vertretern des Staats Kambodscha und der Koalitionsregierung des Demokratischen Kampuchea, der Nachbarländer Vietnam, Thailand und Laos, der USA, der Sowjetunion und Frankreichs sowie 11 weiterer Staaten unterzeichnet wurde. Nach der einstimmig angenommenen Resolution 745 des UN-Sicherheitsrats vom 28. Februar 1992 übernahmen die Vereinten Nationen die Übergangsverwaltung in Kambodscha (UNTAC).
Im Mai 1993 wurden allgemeine Wahlen abgehalten, die die Roten Khmer jedoch boykottierten. Eine neue Verfassung führte am 24. September 1993 zur Wiederherstellung der Monarchie. Die Roten Khmer, deren Nationalarmee des Demokratischen Kampuchea nicht entwaffnet wurde, bildeten unterdessen 1994 eine neue Gegenregierung (Provisional Government of National Union and National Salvation of Cambodia). Sie kontrollierte noch bis 1998 Gebiete im Westen (Pailin) und Norden (Preah Vihear) des Landes.